# Árvore

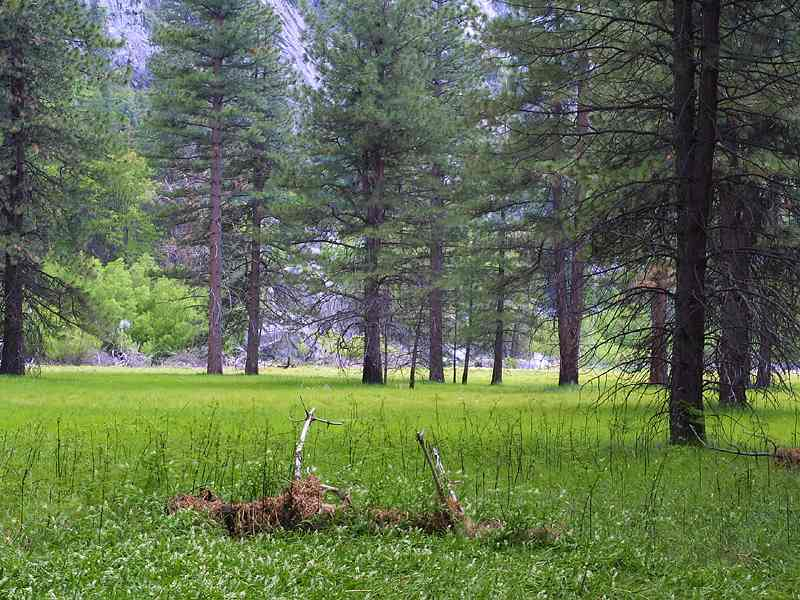
Árvores formando um bosque.

Árvore é um vegetal de tronco lenhoso cujos ramos só saem a certa altura do solo. Em termos biológicos é uma planta permanentemente lenhosa de grande porte, com raízes pivotantes, caule lenhoso do tipo tronco, que forma ramos bem acima do nível do solo e que se estendem até o ápice da raiz.
Os arbustos, além do menor porte, podem exibir ramos desde junto ao solo. Desta maneira apenas as gimnospermas e angiospermas dicotiledôneas lenhosas são consideradas espécies arbóreas.
Por pequeno porte, embora não exista uma definição consensual, costuma-se entender uma altura mínima de quatro metros na maturidade, sendo uma sequoia chamada Hyperion, localizada no Parque Nacional de Redwood ao norte de São Francisco, Estados Unidos, o maior exemplar vivo conhecido no momento, possuindo 115,55 m.
Essa definição exclui as palmeiras, que não possuem crescimento do diâmetro de seu caule para a formação do tronco, além do mesmo também não ser ramificado. Da mesma forma exclui plantas perenes lenhosas de pequeno porte, mas que se desenvolvem como se fossem árvores em miniatura como o salgueiro-anão herbáceo (‘’Salix herbacea L.’’) e o salgueiro-anão reticulado (‘’Salix reticulata L.’’).

## Importância das Árvores
As árvores desempenham um importante papel na produção de oxigênio, estudos demonstram que florestas antigas, equilibradas, produzem a mesma quantidade de oxigênio e gás carbônico, sendo por isso importante o plantio de novas áreas verdes, pois árvores jovens produzem mais oxigênio do que gás carbônico.
Possuem ainda grande importância para a manutenção da paisagem natural, devido ao grande papel contra a erosão exercido por elas, seja graças à absorção da água das chuvas por suas raízes, uma árvore adulta pode absorver até 250 litros de água por dia, ou a grande fixação exercida ao solo por essas mesmas raízes, ou ainda a formação de barreiras contra a ação de enxurradas. Esse efeito antierosivo é de suma importância para a manutenção dos nutrientes no solo, que seriam lixiviados pela ação das chuvas, além de diminuir o efeito de assoreamento dos rios, daí a grande importância da manutenção das matas ciliares.
Outro efeito benéfico ao ambiente é a facilidade da penetração da água em solos cobertos de vegetação do que em solos nus, facilitando a alimentação dos lençóis freáticos. Um benefício ligado diretamente à qualidade de vida da população está na retirada de poluentes do ar, pois no processo de transpiração das árvores as partículas de água se aderem aos poluentes que serão transportados e acumulados nas nuvens quando então cairão sob a forma de chuva.
Desde os primórdios a humanidade tem utilizado as árvores em seu benefício, seja para a utilização da madeira para a construção de abrigos, obtenção de lenha, fabricação de armas e utensílios. Com o desenvolvimento de técnicas foi possível a obtenção de diversos outros produtos como a celulose (matéria-prima para a obtenção de papel), a cortiça, resinas, látex para  a orientação da borracha, gomas, tanino e outros. Além do uso das espécies frutíferas para alimentação.

## Origem

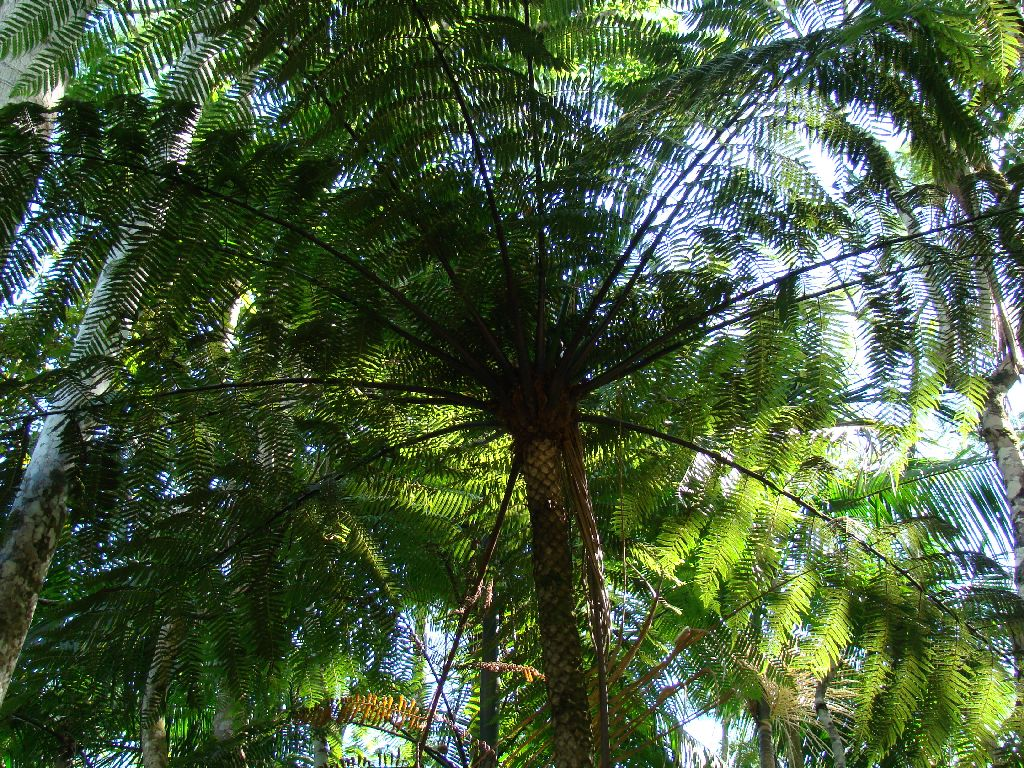
Xaxim

Foram descobertos no condado de Schoharie, Nova Iorque, fósseis do que é considerada a mais antiga árvore do mundo, trata-se de amostras bem preservadas da espécie conhecida como Wattieza, também conhecida como árvore de Gilboa, com idade estimada de 380 milhões de anos. Os restos fossilizados foram encontrados na região de Gilboa, onde se acredita ter sido formada a mais antiga floresta do mundo, com surgimento no período Devoniano. A árvore possuía um pequeno sistema radicular, com raízes do mesmo tamanho, o seu longo era despido de ramos e folhas terminando numa grande rama que se dividia em pequenos ramos, provavelmente atingia os 10 metros de altura e se reproduzia por meio de esporos.
Semelhante a uma palmeira gigante, essa espécie habitou um período em que a vida terrestre era composta por pequenos artrópodes, um filo animal que inclui insetos, aranhas e crustáceos. Segundo os seus descobridores não havia animais com a capacidade de voar, muito menos anfíbios e répteis, essa árvore precedeu os dinossauros em 140 milhões de anos.
As árvores primitivas foram samambaias e cavalinhas arbóreas do Carbonífero. As samambaias arbóreas ainda existem, como o xaxim. No Triássico apareceram coníferas, ginkgos, cicadáceas e outras gimnospermas, e no Cretáceo apareceram as angiospermas (plantas com flores).

## Classificação
Muitas ordens e famílias botânicas têm árvores entre seus representantes, portanto as árvores têm grande variedade de formas de copa, folha, flor, fruto, estruturas reprodutivas, tipo de madeira, que são inclusive usados na identificação da espécie.
Um pequeno grupo de árvores crescendo juntas forma um bosque, e um ecossistema complexo formado por várias espécies de árvores e outros vegetais é uma floresta. Muitos biótopos são caracterizados pelas árvores que os formam, como é o caso da Mata dos Pinhais do sul do Brasil, e da floresta tropical pluvial. Já o cerrado e as savanas do mundo todo são campos salpicados aqui e ali por árvores xerófitas.

## Morfologia
As árvores são formadas por raiz, caule e folhas e podem ter ou não flores e frutos. O crescimento das árvores se da por meio das células meristemáticas, estes se multiplicam por meio de estímulos hormonais, dentre eles a auxina e a giberelina. O crescimento longitudinal das plantas é de responsabilidade do meristema primário, que surge nas extremidades das radículas e dos cotilédones, chamado de meristema apical é formado por células iguais, com múltiplos vacúolos envoltos nas suas paredes celulares finas e que se diferenciam promovendo o crescimento da árvore em seu primeiro ano).
O crescimento em espessura nas plantas lenhosas (árvores) se dá devido à ação do meristema secundário por meio dos tecidos meristemáticos denominados câmbio e felogênio, é através destes que serão formados os tecidos de sustentação e de condução do vegetal, bem como o súber ou casca da árvore, renovados continuamente.

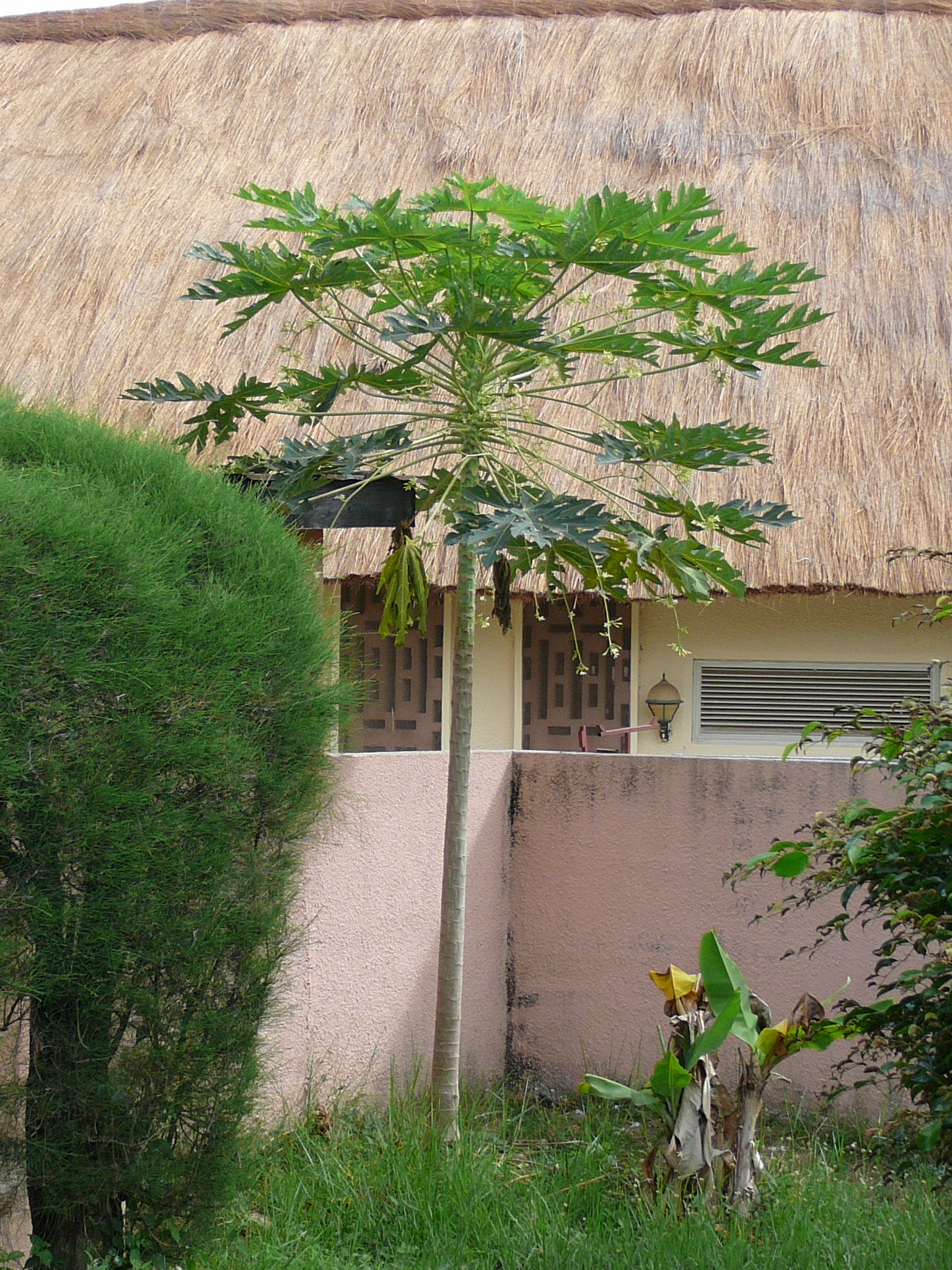
Mamoeiro, espécie de crescimento monopodial.

Cada espécie arbórea possui uma arquitetura específica, evidenciada quando o indivíduo se desenvolve isolado, sem a interferência de outras árvores e sem a influência excessiva de outros fatores externos. Porém, isso não quer dizer que todas as árvores da mesma espécie cresceriam de forma idêntica, porém é facilmente verificado um padrão de crescimento entre indivíduos de uma mesma espécie. A forma específica da árvore tem relação com a atividade de seus gomos, algumas espécies, entretanto são de crescimento livre, não há a formação de um gomo e seu crescimento vai de acordo com a produção de ramos por meio do meristema, como é o caso do eucalipto. De regra geral os gomos são importantes para o desenvolvimento da copa das árvores, em alguns casos é a única estrutura de crescimento, em outros coexiste com ramos de crescimento livre.
Em relação ao tipo de crescimento podemos classificar as árvores como monopodial, crescimento vertical por meio da gema apical, como exemplo temos as coníferas, mamoeiros e palmeiras; o crescimento simpodial se dá de forma lateral por meio das gemas de sua base, caso da maioria das árvores tropicais, esse crescimento se deve ao fato da gema apical perder a dominância ou deixar de ser ativa. Gimnospermas como as cycas, apesar de serem semelhantes a palmeiras, apresentam crescimento simpodial devido a produção de estróbilos.

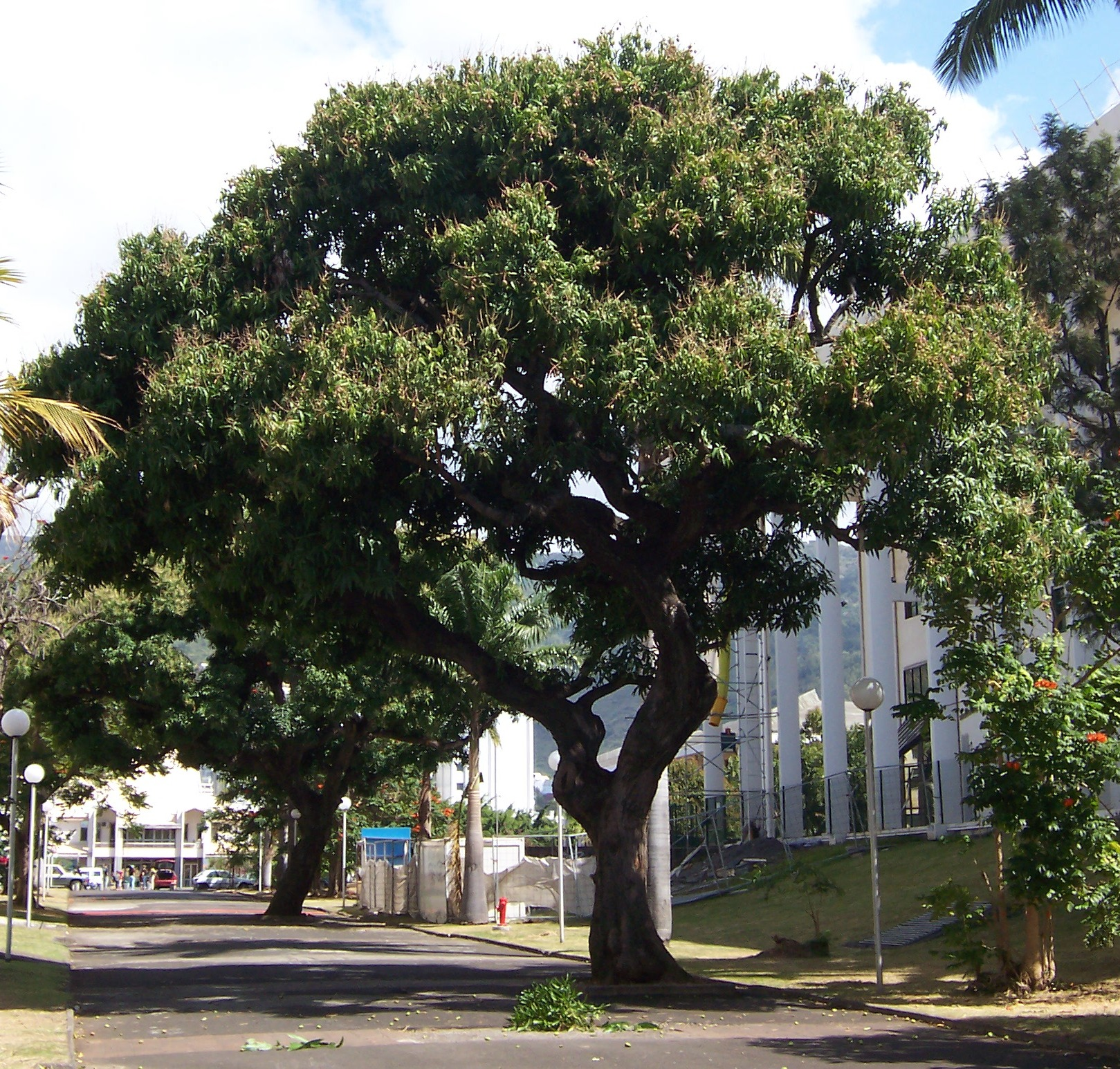
Mangueira, espécie de crescimento simpodial.

As raízes das árvores são do tipo pivotante ou axiais, típica de dicotiledôneas, onde se verifica uma raiz principal, maior que as demais, a partir da qual partem as raízes laterais. O seu crescimento é contínuo, já que a raiz explora o solo a procura de água.  Além da função de fixação ao solo, as raízes têm como função a absorção de água e nutrientes para a planta, essa absorção é exercida apenas pelas raízes mais novas. O processo de absorção só é possível graças ao gradiente de pressão da água criado ao longo de toda a planta graças ao efeito da transpiração efetuada pelas folhas na copa, esse gradiente gera um efeito de sucção da solução de água mais sais minerais presentes no solo. Muitas raízes se combinam simbioticamente com o micélio do fungo. Cogumelos podem conectar diferentes árvores e formar uma rede que transmite nutrientes.
O caule tem além dos tecidos de suporte, o xilema e o floema, para transportar substâncias, ou seja, as árvores são vasculares. O xilema, cujas células compõem a madeira, transporta seiva bruta que é composta por água e sais minerais retirados do solo e vai da raiz até as folhas. Já o floema, que juntamente com outros tecidos forma a casca, transporta a seiva elaborada composta por água, sais minerais e glicose. Para a manutenção do gradiente de pressão produzido pela transpiração é necessário que os vasos transportadores apresentem tamanhos microscópicos para possibilitar a manutenção da coluna de água e sua adesão as paredes dos tubos.

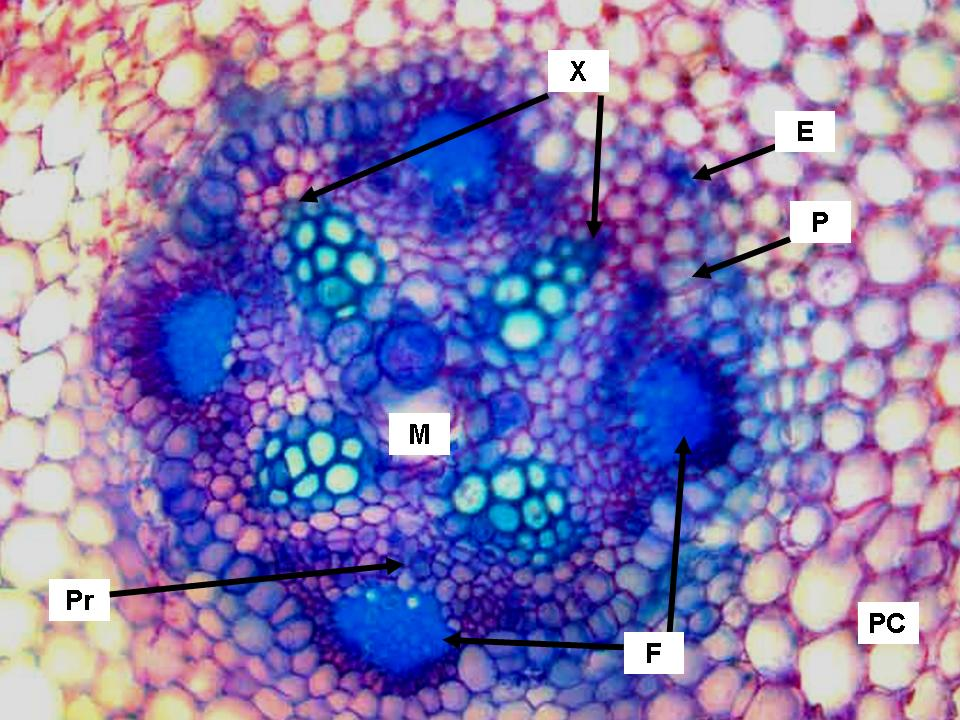
Cilindro vascular em corte transversal de raiz primária de ‘’Phaseolus’’. X - Xilema e F – Floema. Temos ainda PC – Parênquima cortical ou Córtex; E – Endoderme; P – Periciclo; PR – Procâmbio; M - Medula.

De acordo com a maneira em que se dá o aumento de diâmetro do caule, as árvores podem ser classificadas em exógenas ou endógenas. Nas árvores exógenas o crescimento ocorre através da adição de camadas concêntricas externas, ou seja, a adição de células novas se dá de fora para dentro, logo abaixo da casca, compreendem a essa categoria as coníferas e as dicotiledôneas. Já as árvores endógenas crescem pela adição de células novas dentro do tecido existente, ou seja, o crescimento se dá de dentro para fora, sendo assim a parte mais externa é mais antiga e endurecida, compreendem este grupo as monocotiledôneas.

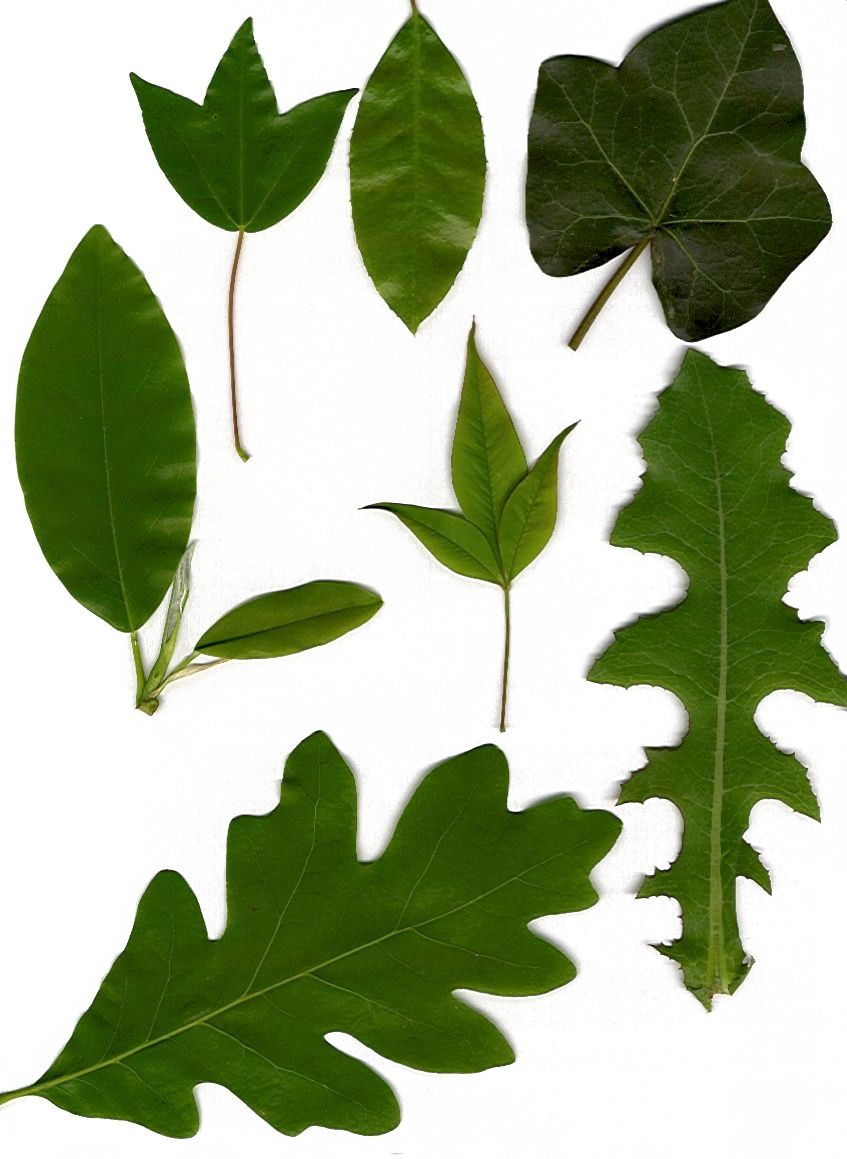
Diferentes formatos de folhas

A casca das árvores, conhecida como súber, é composta de tecido morto e sua função é a proteção dos tecidos vivos do vegetal, seja contra o ressecamento, contra a ação de micro-organismos (fungos e bactérias) e insetos, injurias e variação climática. É possível utilizar as características da casca das árvores para auxiliar sua classificação taxonômica, já que a textura da casca é relativamente uniforme numa mesma espécie, facilitando assim a diferenciação entre gêneros, porém para a diferenciação entre espécies e variedades desta espécie o uso dessa ferramenta torna-se difícil.
Em relação às suas folhas as árvores podem ser caducas ou perenes. As de folhas caducas tem por característica a perda da folhagem durante as estações frias, um mecanismo de sobrevivência presente nas árvores de clima temperado devido à diminuição da luminosidade e a diminuição da água disponível, pois grande parte irá congelar, como exemplo temos o castanheiro e o carvalho. Como o próprio nome já diz, as árvores de folha perene permanecem com suas folhagens durante todo o ano, como exemplo temos as coníferas, espécies de clima frio que apresentam folhas adaptadas as condições de escassez de água e ao frio, além da grande maioria das árvores de clima tropical e subtropical. A forma das folhas geralmente caracteriza a espécie, auxiliando na identificação da mesma.
As folhas têm como uma de suas funções a produção de alimento para o vegetal através da combinação do dióxido de carbono da atmosfera com a solução nutritiva absorvida pelas raízes (seiva bruta) no processo da fotossíntese. A entrada do dióxido de carbono se faz por difusão através dos estômatos localizados na superfície das folhas, em contrapartida simultaneamente ocorre a perda de água por parte das folhas, trata-se de um mecanismo de troca gasosa envolvendo dióxido de carbono, vapor de água e oxigênio. Este último é liberado como subproduto da fotossíntese, mas o mesmo se faz necessário a planta, sendo absorvido no processo de respiração.
Para a classificação biológica das árvores, diversas características físicas são utilizadas para definir o gênero ou espécie a qual pertence àquele exemplar, caracteres como o tipo de folha, flor, fruto, casca são necessários para esse fim.

## Recordes

### Altura

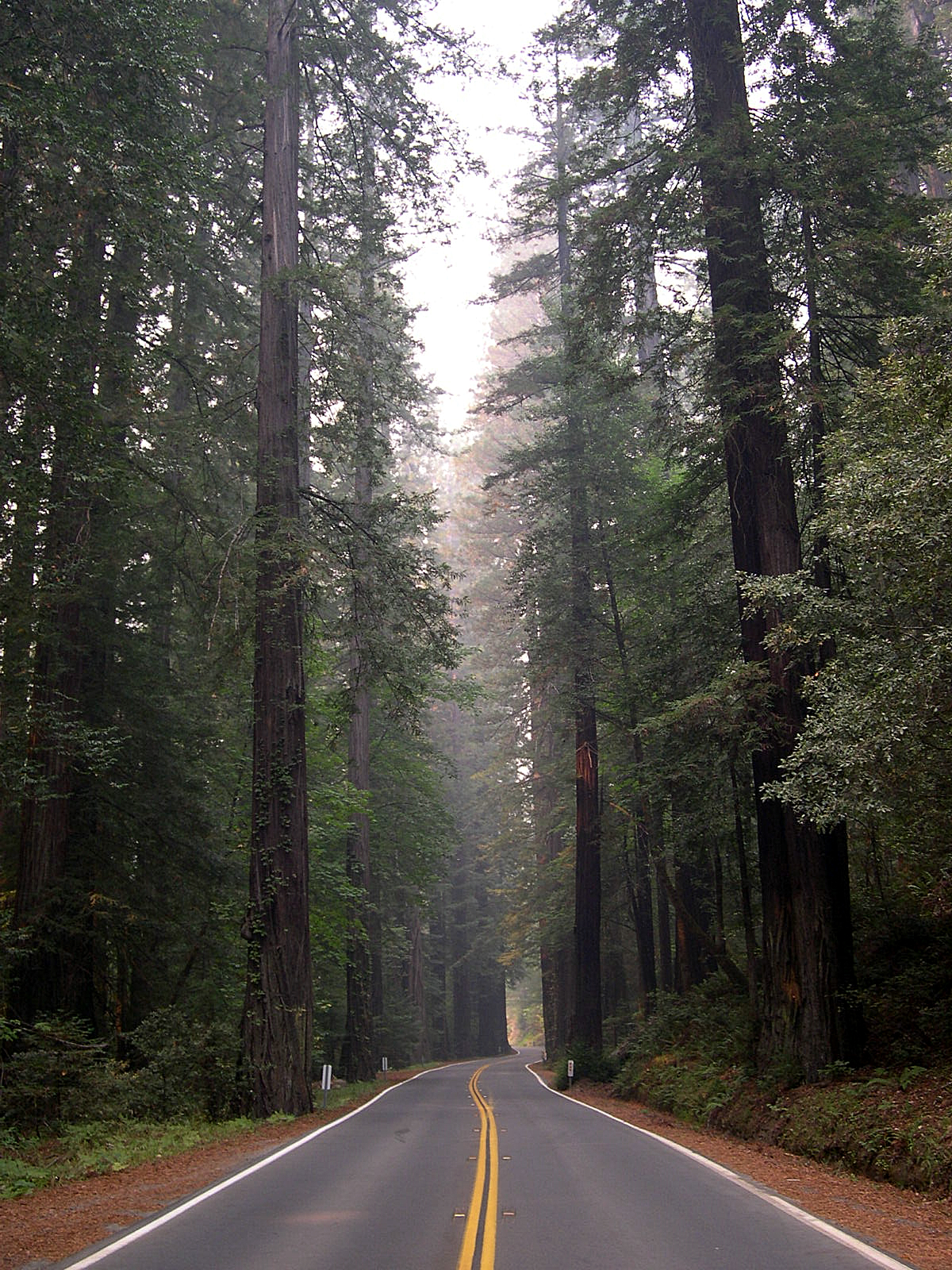
Avenue of the Giants, que atravessa o Parque Estadual de Humboldt Redwoods, Califórnia, margeado por sequoias

Algumas espécies de árvores figuram entre os maiores seres vivos da atualidade.  Em relação ao tamanho as maiores espécies encontradas são a sequoia-vermelha (Sequoia sempervirens) e a sequoia-gigante (Sequoiadendron gigantea) localizadas na costa da Califórnia. Estudos demonstram que a necessidade por luz impulsionam as árvores localizadas em florestas a crescerem o máximo possível devido a competição por essa fonte de energia, entretanto a gravidade faz com que se torne difícil a distribuição de água e nutrientes nas partes mais altas, chegando ao ponto da energia gasta para esse transporte ser maior do que a produzida na fotossíntese, momento em que cessam o crescimento, fatores como o clima temperado, solo rico em nutrientes, chuvas abundantes e árvores muito próximas as outras são condições que explicam a extraordinária altura das sequoias existentes na Califórnia.
A medição destas alturas sempre foi objetivo de controvérsias, medições errôneas originaram dados muitas vezes exagerados. Técnicas modernas têm utilizado fórmulas matemáticas e diversos equipamentos como hipsômetros e equipamentos a laser para a obtenção de dados mais precisos. Registros antigos em que se verificaram a existência de árvores com 130 - 150 metros de altura têm sido considerados pouco confiáveis devido a possíveis erros humanos na medição, registros históricos de árvores caídas, por outro lado, têm sido considerados mais fiáveis. Atualmente são consideradas como as árvores mais altas entre as de sua espécie (considerando apenas árvores em pé):
1. Sequoia-vermelha (Sequoia sempervirens): 115,56 m (379,1 ft), Hyperion, Parque Nacional de Redwood, Califórnia, Estados Unidos[28]
2. Eucalipto (Eucalyptus regnans): 99,6 m (327 pé), Hobart, Tasmânia, Austrália[29]
3. Pseudotsuga menziesii (Pseudotsuga menziesii): 99,4 m (326 pé), Brummit Creek, Condado de Coos, Oregon, Estados Unidos[30]
4. Picea sitchensis (Picea sitchensis): 96,7 m (317 pé), Parque Estadual de Prairie Creek Redwoods, Califórnia, Estados Unidos[31]
5. Sequoia-gigante (Sequoiadendron giganteum): 94,9 m (311 pé), Redwood Mountain Grove, Parque Nacional de Kings Canyon, Califórnia, Estados Unidos[32]
6. Eucalipto-da-Tasmânia (Eucalyptus globulus): 90,7 m (298 pé), Tasmânia, Austrália[33]
7. Eucalyptus viminalis (Eucalyptus viminalis): 89,0 m (292 pé), Reserva Florestal Evercreech, Tasmânia, Austrália[33]
8. Shorea faguetiana (Shorea faguetiana)88,3 m (290 pé) Parque Nacional de Tawau Hills, Sabah, Bornéu[34]
9. Eucalyptus delegatensis (Eucalyptus delegatensis): 87,9 m (288 pé), Tasmânia, Austrália[33]

### Perímetro

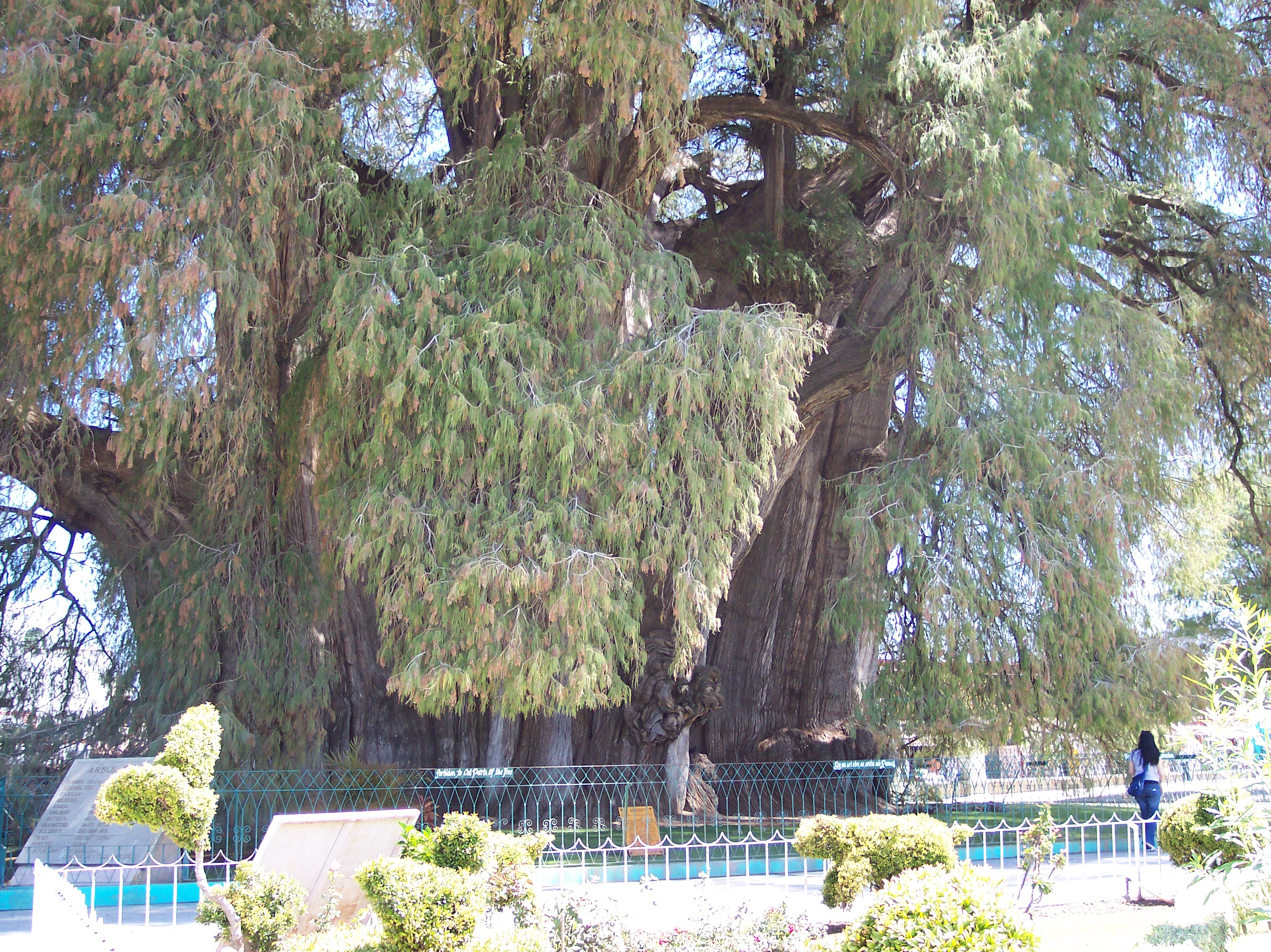
Árbol del Tule

A medição do perímetro de uma árvore é relativamente mais simples do que a sua altura, afinal basta o uso de uma fita em volta do tronco, porém erros de medição também são verificados devido ao ponto de referência utilizado, pois o perímetro varia conforme o comprimento da árvore. Sendo assim estabelece a "altura do peito" como ponto referencial, essa altura é obtida 1,30 m a partir do nível do solo; em regiões com acentuado declive o ponto de referência é tomado a partir da parte mais alta do solo a tocar o tronco.
A tendência moderna é citar o diâmetro da árvore em vez da circunferência. O diâmetro da árvore é calculado encontrando-se o diâmetro médio do tronco, na maioria dos casos obtidos dividindo a circunferência medida por π; este assume que o tronco é na maior parte circular em sua secção transversal (uma forma oval ou irregular da secção transversal resultaria num diâmetro ligeiramente maior do que o círculo assumido). Medir com precisão a circunferência ou diâmetro é difícil em espécies com grandes contrafortes, que são especialmente característicos em muitas espécies de árvores da floresta. A simples medição da circunferência de uma dessas árvores pode ser enganosa quando a circunferência inclui muito espaço vazio entre contrafortes.
Um problema encontrado está na medição dos baobás, espécie nativa da Ilha de Madagáscar, essas árvores armazenam grandes quantidades de água em sua madeira, o que leva a variações nas medições de sua circunferência ao longo do ano, entre os períodos de seca e chuva. Os baobás apesar de não serem altos, alcançam de 5 a 25 m, podem chegar a 11 m de diâmetro.
Os maiores exemplares vivos em relação ao diâmetro, por espécie, são:
1. Cipreste de Montezuma (Taxodium mucronatum): 11,62 m (38,1 pé), Árbol del Tule, Santa Maria del Tule, Oaxaca, México.[36] Note que embora este diâmetro inclua justaposição; o diâmetro real idealizado da área de sua madeira é de 9,38 m (30,8 pé);[36]
2. Sequoia-gigante (Sequoiadendron giganteum): 8,85 m (29,0 pé), General Grant, General Grant Grove, Califórnia, Estados Unidos;[32]
3. Sequoia-vermelha (Sequoia sempervirens): 7,9 m (26 pé), Lost Monarch, Parque Estadual de Jedediah Smith Redwoods, Califórnia, Estados Unidos;
4. Eucalyptus obliqua (Eucalyptus obliqua): 6,72 m (22,0 pé);
5. Eucalyptus regnans (Eucalyptus regnans): 6,52 m (21,4 pé), Big Foot;
6. Thuja plicata (Thuja plicata): 5,99 m (19,7 pé), Kalaloch Cedar, Parque Nacional Olympic, Washington, Estados Unidos;
7. Picea sitchensis (Picea sitchensis): 5,39 m (17,7 pé), Quinalt Lake Spruce, Parque Nacional Olympic, Washington, Estados Unidos;
8. Kauri (Agathis australis): 5,33 m (17,5 pé),Te Matua Ngahere, Ilha Norte, Nova Zelandia.[37]
9. Cipreste-da-patagónia (Fitzroya cupressoides): 5,0 m (16 pé)

Um problema adicional reside nos casos em que troncos múltiplos (seja de uma árvore individual ou várias árvores) crescem juntos. A figueira-sagrada é um exemplo notável desta, formando adicionais "troncos" ao cultivar raízes adventícias abaixo dos ramos, que depois engrossam quando a raiz atinge o solo para formar troncos novos; uma única Figueira-sagrada pode ter centenas de troncos. O castanheiro multi-haste conhecido como Hundred Horse Chestnut apresenta uma circunferência de 57,9 m (190 pés).

### Volume

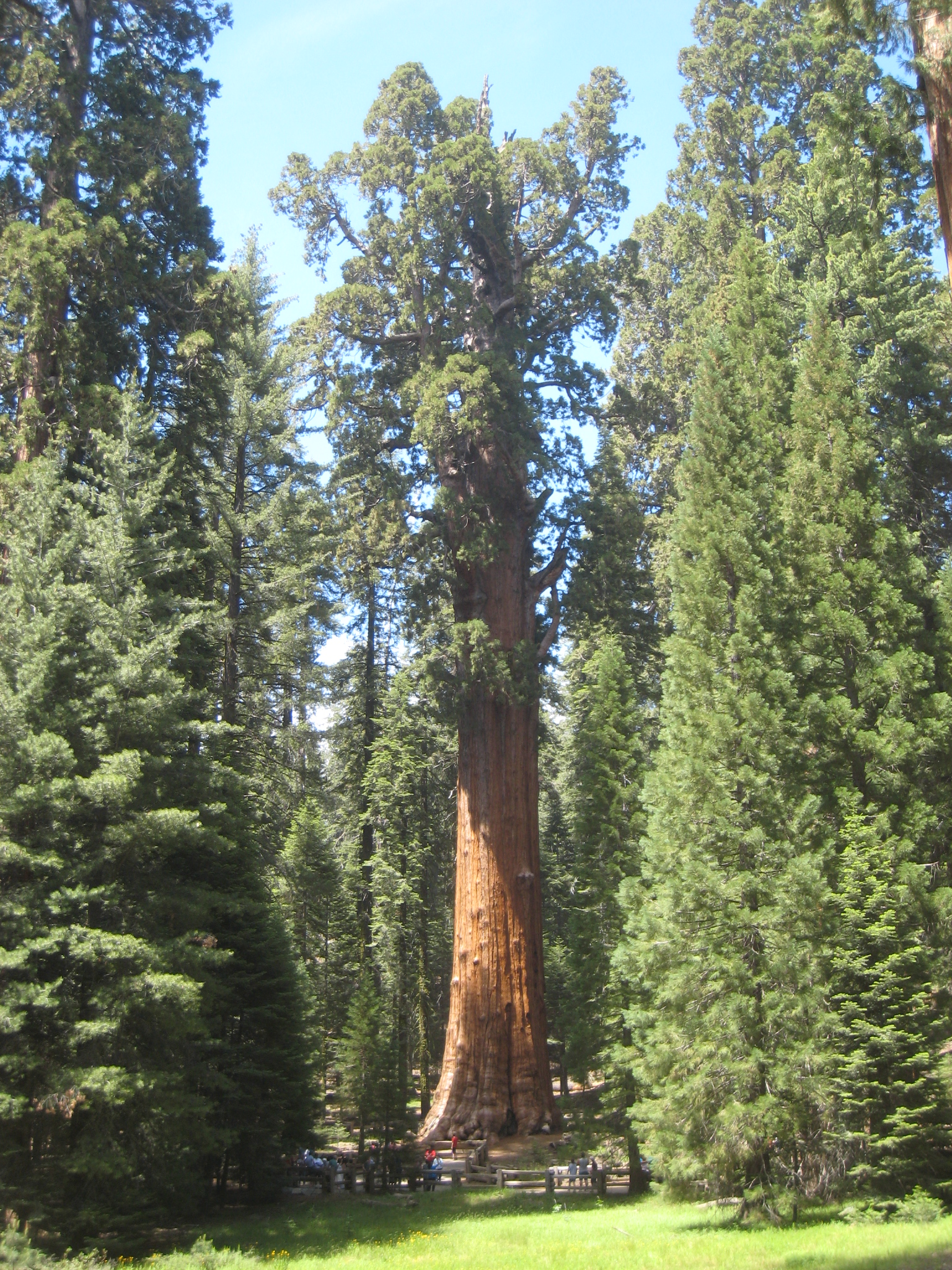
General Sherman, maior árvore em volume do mundo

A medição do volume envolve cálculos muito complexos, principalmente se tentarmos incluir o volume dos ramos, de modo que as medições obtidas foram apenas feitas num pequeno número de árvores, e geralmente apenas para o tronco. Nunca foi feita alguma tentativa para incluir o volume da raiz. Desta forma obtêm-se o seguinte registro para espécimes viva:
1. Sequoia-gigante (Sequoiadendron giganteum): 1 487 m³ (52 508 cu ft), General Sherman, Califórnia, Estados Unidos[38]
2. Sequoia-vermelha (Sequoia sempervirens): 1 203 m³ (42 500 cu ft), Lost Monarch, Califórnia, Estados Unidos.
3. Cipreste de Montezuma (Taxodium mucronatum): 750 m³ (25 000 cu ft), Árbol del Tule, Santa Maria del Tule, Oaxaca, México.[36]
4. Kauri (Agathis australis): 516 m³[39]
5. Thuja plicata (Thuja plicata): 500 m³ (17 650 cu ft )[38]
6. Eucalipto-da-Tasmânia (Eucalyptus globulus): 368 m³ (13 000 cu ft)[33]
7. Eucalipto (Eucalyptus regnans): 360 m³ (12,714 cu ft)[33]
8. Pseudotsuga menziesii (Pseudotsuga menziesii): 349 m³ (12 320 cu ft)
9. Picea sitchensis (Picea sitchensis): 337 m³ (11 920 cu ft)
10. Eucalyptus obliqua (Eucalyptus obliqua): 337 m³ (11 920 cu ft)[38]
11. Eucalyptus delegatensis (Eucalyptus delegatensis): 286 m³ (10,100 cu ft), Styx River Valley,Tasmania[38]

### Idade

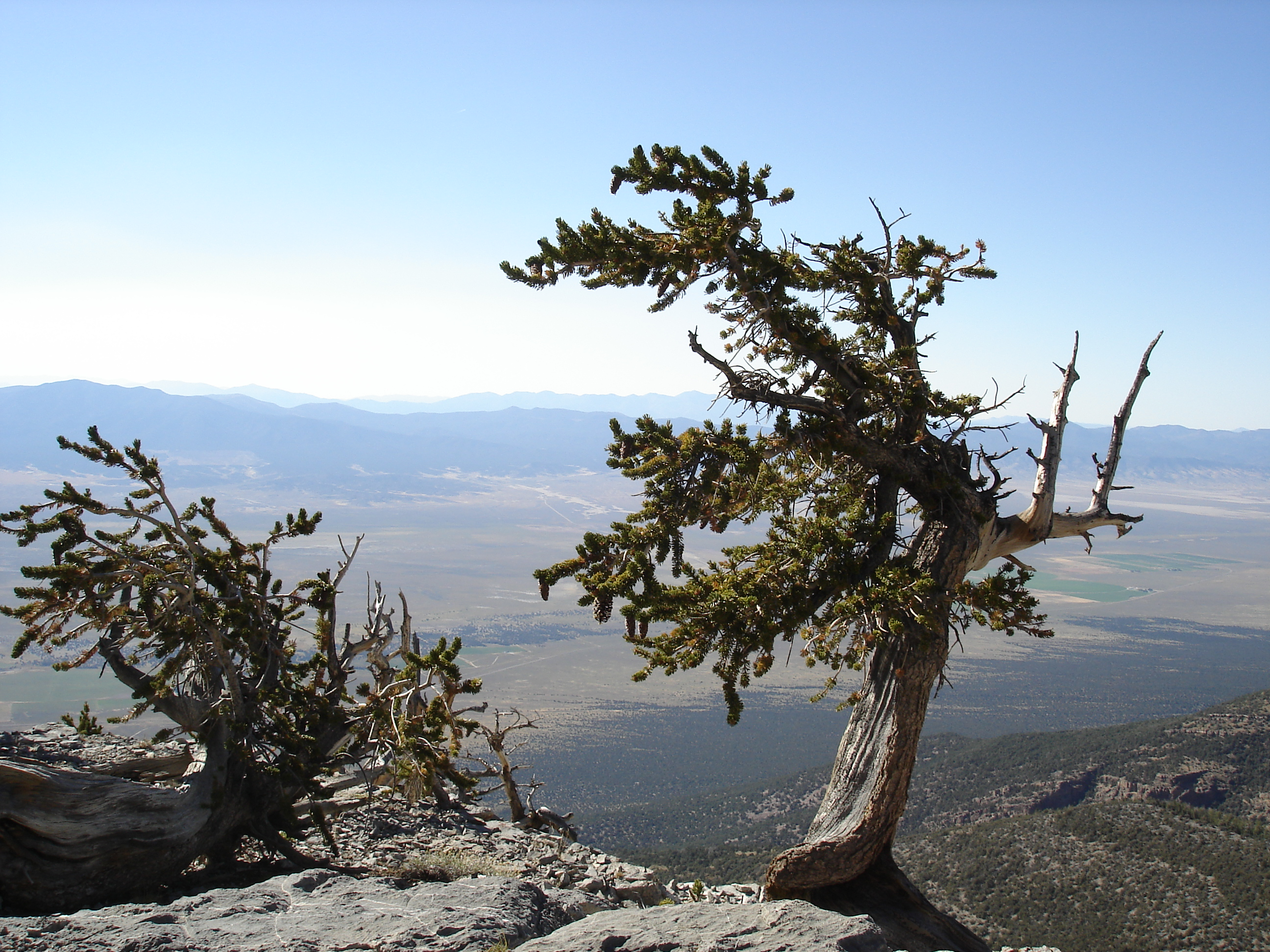
Pinus longaeva, ser vivo com maior longevidade no mundo

A datação das árvores geralmente é obtida por meio dos anéis de crescimento, o que pode ser visto se a árvore é cortada, ou em núcleos tomados a partir da casca para o centro da árvore. Esta determinação é possível apenas para as árvores que produzem anéis de crescimento, geralmente aquelas que habitam climas sazonais, bem definidos. Árvores em regiões com climas não sazonais crescem continuamente e por isso não têm anéis de crescimento distintos. Essa medição também é possível para as árvores que são sólidas em seu centro, muitas árvores tornam-se vazias com a morte de seu cerne. Para algumas destas espécies, estimativas de idade foram feitas por meio de extrapolamento das taxas de crescimento atuais, mas os resultados são geralmente em grande parte especulação.
1. Pinus longaeva (Pinus longaeva): Matusalém 4 844 anos[40]
2. Cipreste-da-patagónia (Fitzroya cupressoides): 3 622 anos[40]
3. Sequoia Gigante Sequoiadendron giganteum: 3 266 anos[40]
4. Cryptomeria Cryptomeria japonica: 3 000 anos[41]
5. Lagarostrobos franklinii Lagarostrobos franklinii: 2 500 anos[40]

### Brasil
No Brasil, mais precisamente no estado do Rio Grande do Norte temos o Cajueiro de Pirangi que detém o recorde de maior área ocupada por uma única árvore, aproximadamente 8 500 m², com cerca de 500 metros de perímetro.
Temos ainda no País, na bacia do Rio Madeira a dicotiledônea com a maior folha do mundo, trata-se da árvore da espécie Coccoloba, da família Polygonaceae, possui até 2,5m de comprimento e 1,4m de largura. O título de maior folha do mundo pertence a monocotiledônea Alocasia macrorrhiza cujo exemplar registrou folha com 1,92 de largura e área de superfície de 3,17 metros quadrados.

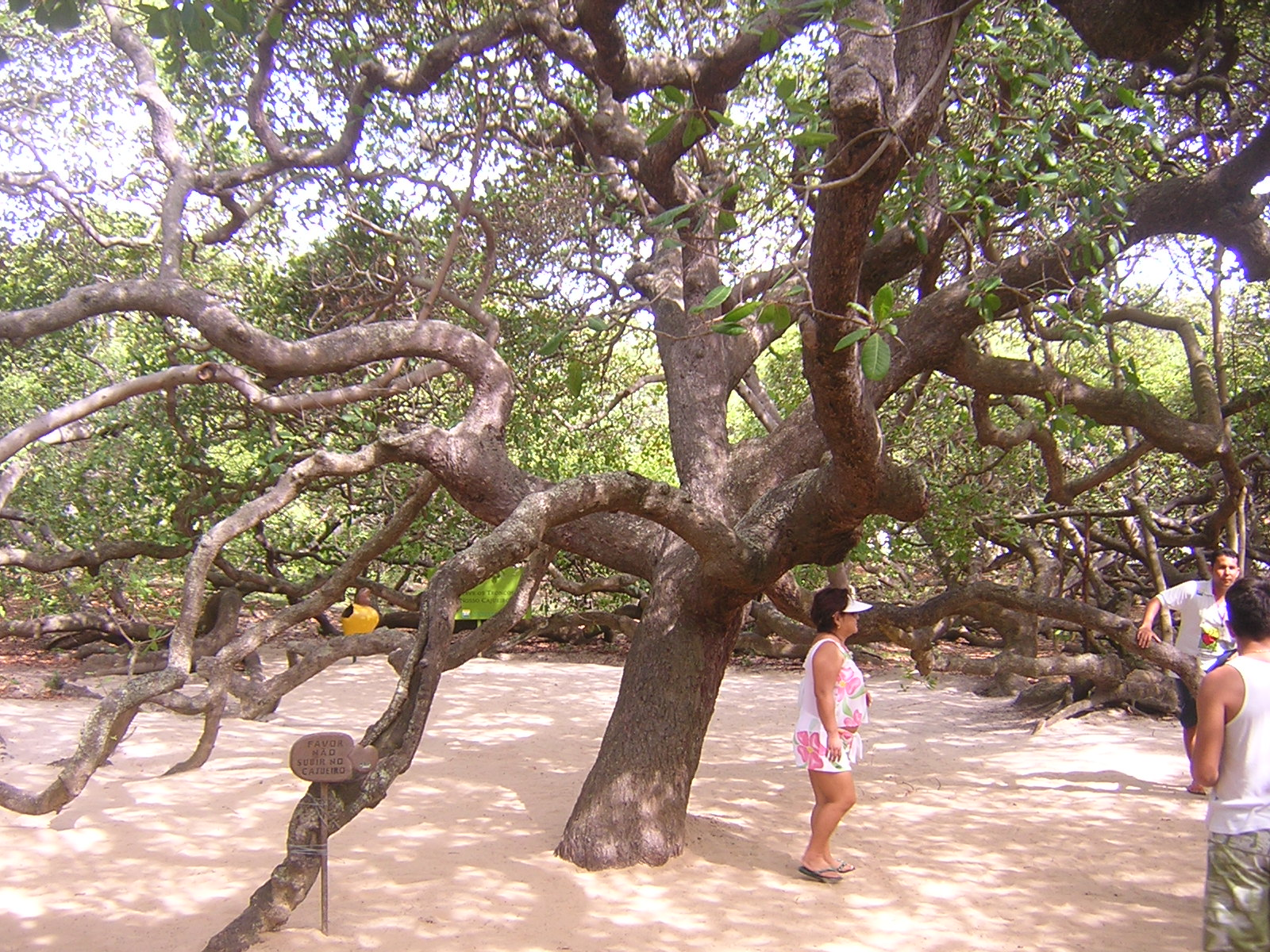
Tronco principal do Cajueiro de Pirangi
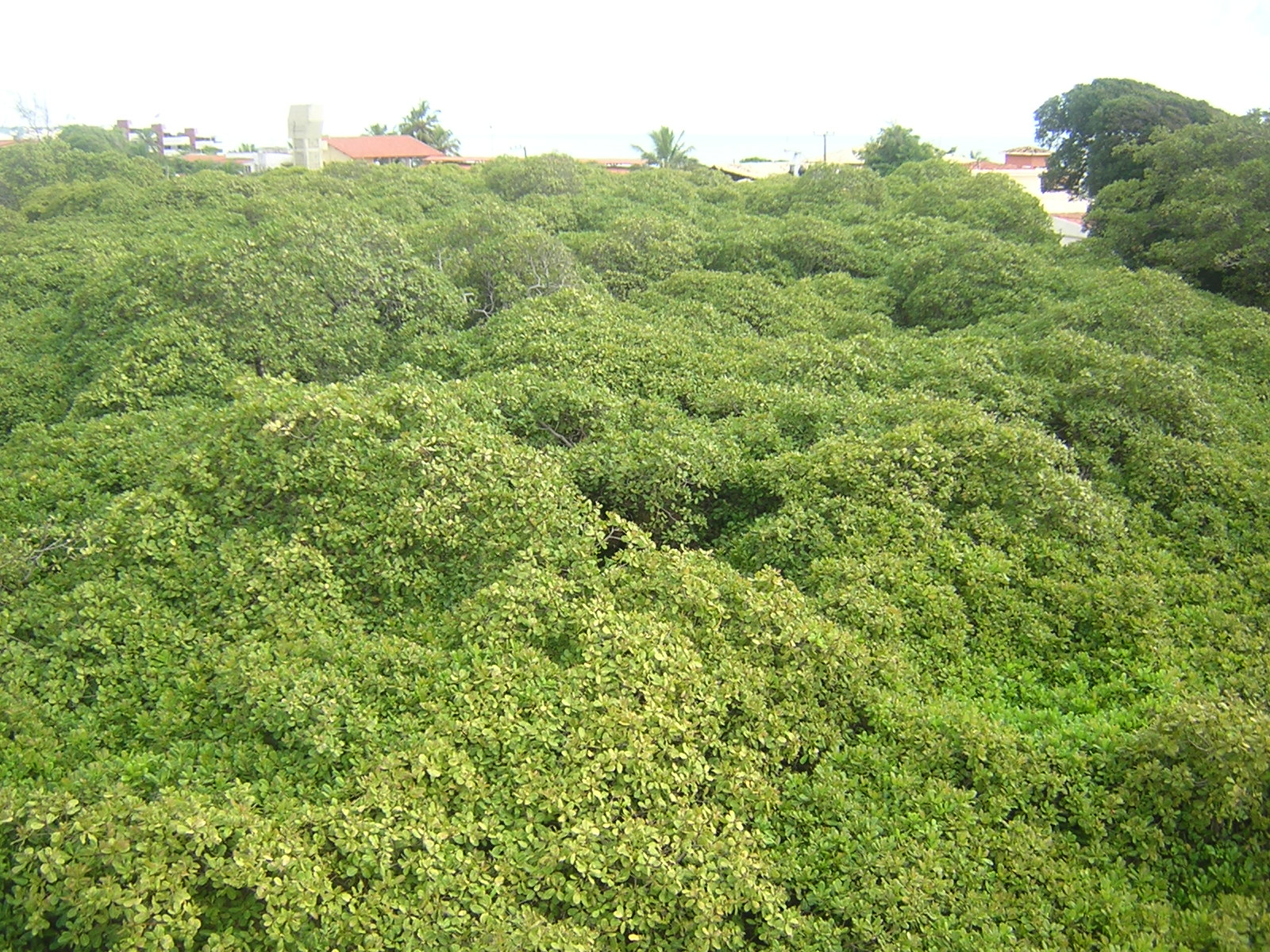
Vista panorâmica do Cajueiro de Pirangi, cobrindo 8 500 m²
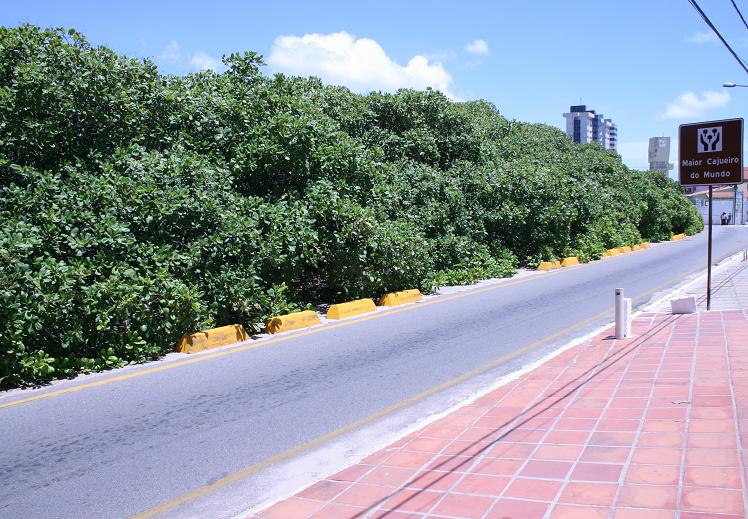
Cajueiro de Pirangi margeando a Rota do Sol

## Ecossistema próprio
Uma única árvore é capaz de sustentar uma infinidade de vida, desde seres microscópicos, como bactérias e protozoários, e fungos, a seres mais complexos que fazem dela moradia ou área para caça tais como aranhas, insetos, como formigas, cupins, vespas e abelhas, e pequenos anfíbios e répteis, ou ainda mamíferos, como macacos, morcegos e até felinos.  A diversidade chega ao ponto de que em uma única árvore da Mata Atlântica ter sido encontrada cerca de 20 diferentes tipos de plantas, a maioria bromélias, que vivem por meio do epifitismo.
Essa característica torna o dossel florestal o ambiente com maior diversidade de vida numa floresta. O dossel é composto pela copa das árvores e abriga um imenso número de plantas e animais, sendo estimado que esse ambiente abrigue cerca de 18 milhões de espécies, abrigando grande parte da vida das florestas tropicais.

## Portugal
Em Portugal, certas árvores são classificadas de interesse público. Os critérios são, as árvores centenárias, todas as "que pela sua forma ou estrutura criem admiração a quem as contempla" e "todas aquelas árvores em que se faça prova documental que estão associadas a fatos históricos relevantes".
Os critérios de classificação aplicados atualmente foram definidos em 1938 (Decreto-Lei n.º 28 468, de 15 de fevereiro) e privilegiam o porte - dimensões do tronco, da copa e da altura da árvore -, a idade e a raridade dos exemplares.
Em Portugal estão classificadas 377 árvores isoladas e 68 arvoredos. Estão por todo o país. No centro das cidades, das aldeias, em jardins públicos ou em terrenos particulares.

## Dia da Árvore
Como forma de ampliar a conscientização ambiental na população no Brasil formalizou-se através do Decreto Federal nº 55.795 de 24 de fevereiro de 1965 a Festa Anual das Árvores em detrimento ao Dia da árvore que era comemorado informalmente no dia 21 de setembro.
Segundo este decreto temos que:
"em razão das diferentes características fisiográfico-climáticas do Brasil, será comemorada durante a última semana do mês de Março nos estados do Acre, Amazonas, Pará, Tocantins, Maranhão, Piauí, Ceará, Rio Grande do Norte, Paraíba, Pernambuco, Alagoas, Sergipe e Bahia; Territórios Federais do Amapá, Roraima, Fernando de Noronha e Rondônia. Na semana com início no dia 21 de setembro, nos estados do Espírito Santo, Rio de Janeiro, Minas Gerais, Goiás, Mato Grosso, São Paulo, Paraná, Santa Catarina, Rio Grande do Sul e Distrito Federal."
Em Portugal o Dia da Árvore é comemorado no dia 21 de Março.

## Mitologia

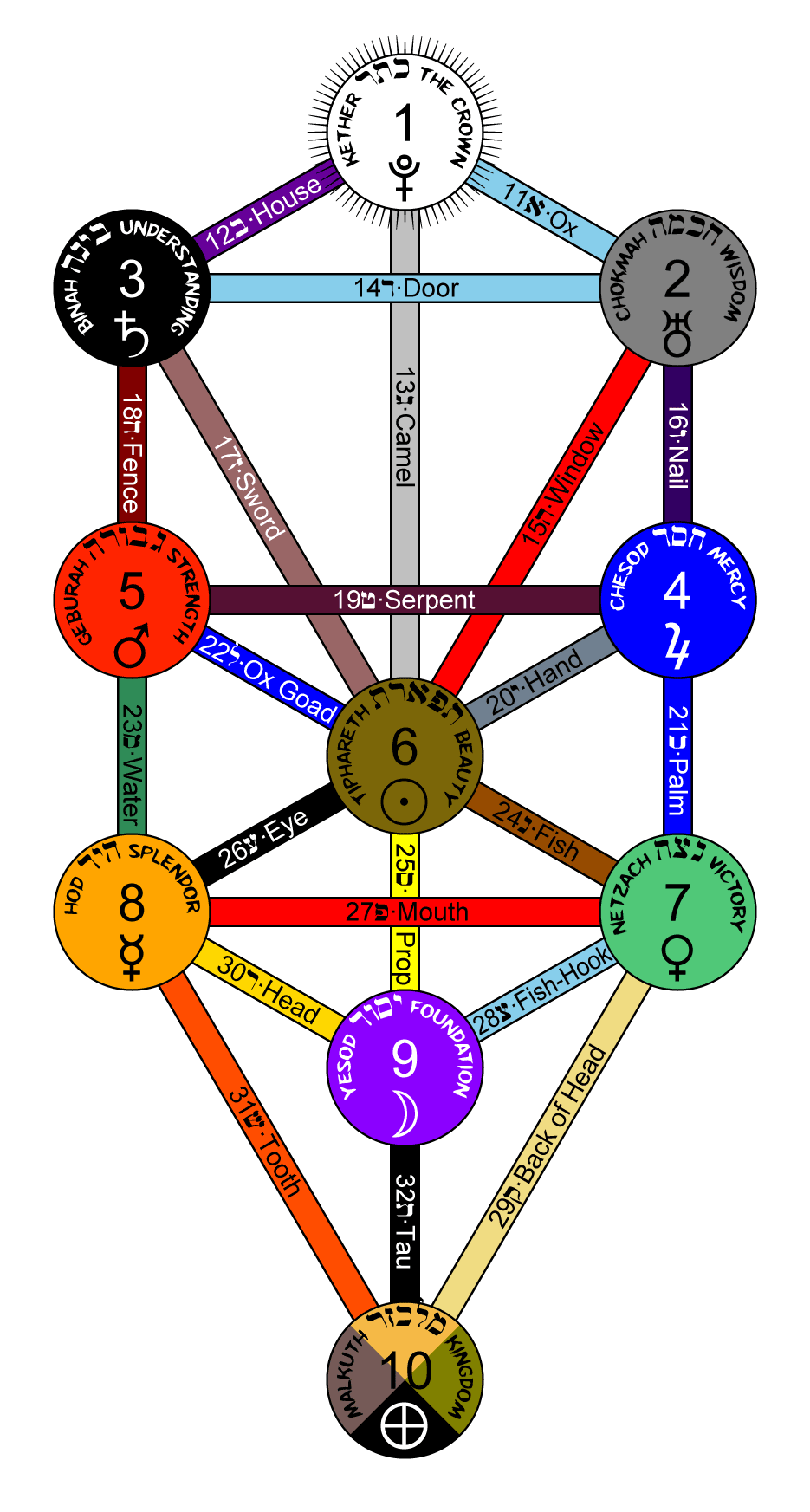
Representação da Árvore da Vida segundo a Cabala

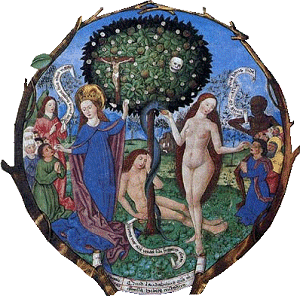
Representação da Árvore da Vida segundo a Bíblia com a Virgem Maria e Eva

As árvores em muitas culturas são carregadas de simbolismo e religiosidade (o culto as arvores é chamado de dendrolatria). Para a cultura maia ela representava a Via Láctea através da Árvore do Mundo, símbolo maia da criação e da organização da ordem do mundo com os dias e as noites, os astros como o Sol, a Lua e a Via Láctea, essa representação porém não se resumia apenas na cultura maia, mas na de muitos povos da Mesoamérica.
Na religião cristã temos a Árvore da Vida, que representou por muito tempo a salvação por meio da fé,  e a Árvore do conhecimento do bem e do mal. Na cabala também temos uma Árvore da vida, a qual representaria os vários níveis de entendimento de Deus. Para além destes exemplos a Árvore da Vida é encontrada em diversas representações visuais e nos mais diversos nomes em diversos lugares e períodos da civilização humana, seja no Egito Antigo, na Mesopotâmia, Grécia, Índia, Escandinávia, China, Indonésia. Na maioria dos casos relacionada a psique e ao divino.
A árvore de natal inicialmente era um símbolo pagão, representando o nascimento e a evolução, com a evolução do catolicismo esta foi adaptada, associando seu formato triangular a Santíssima Trindade, e popularizada para comemoração do nascimento de Jesus Cristo.
Muitas espécies de árvores são ligadas a cultura de determinado povo ou nação como é o caso do carvalho para os celtas, do abeto para os gregos, a tília para os germânicos, o freixo pelos nórdicos, a oliveira para os islâmicos e os cristãos, ou o cedro entre os hebreus e os assírios.

## Galeria

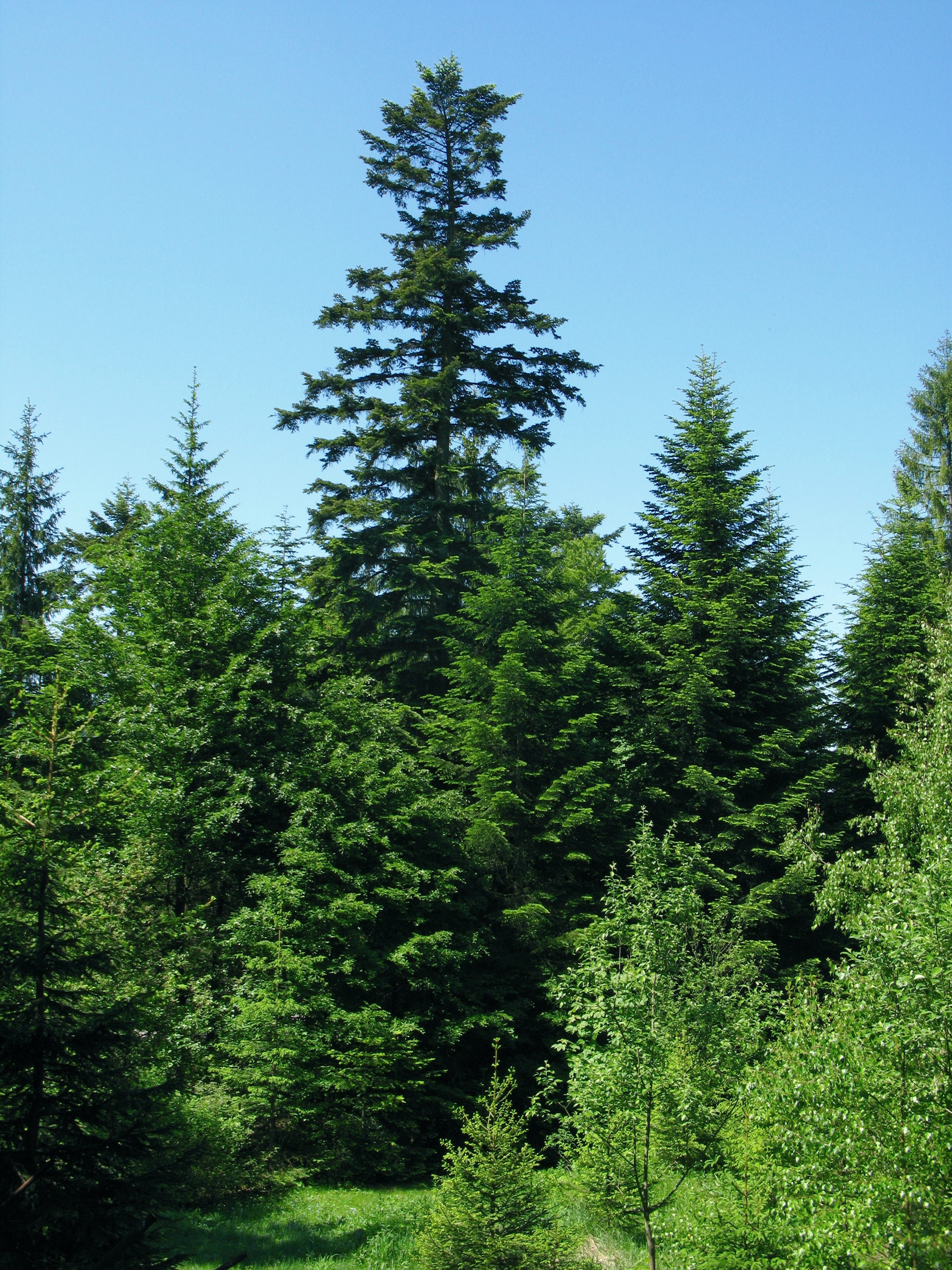
Abeto
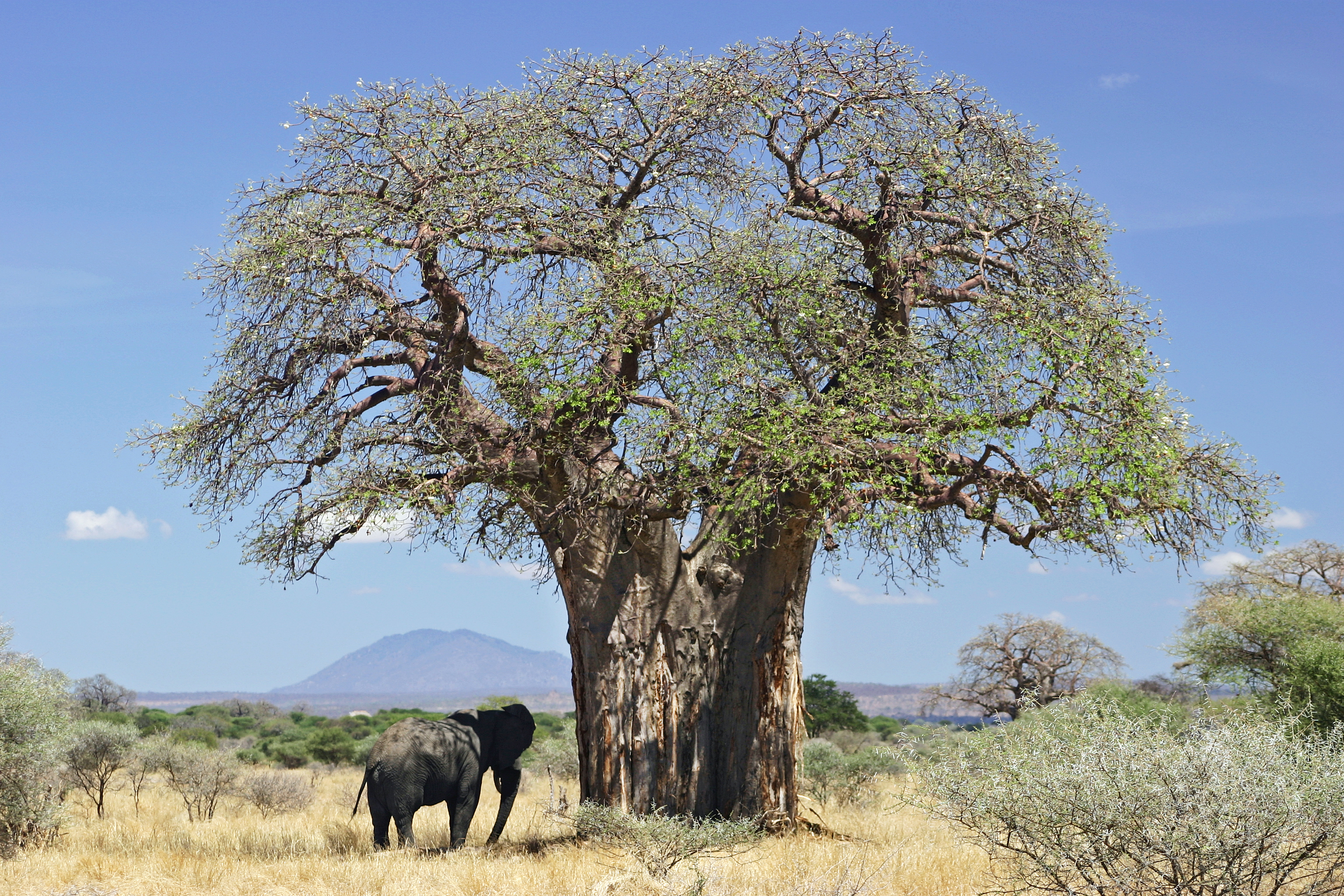
Baobá
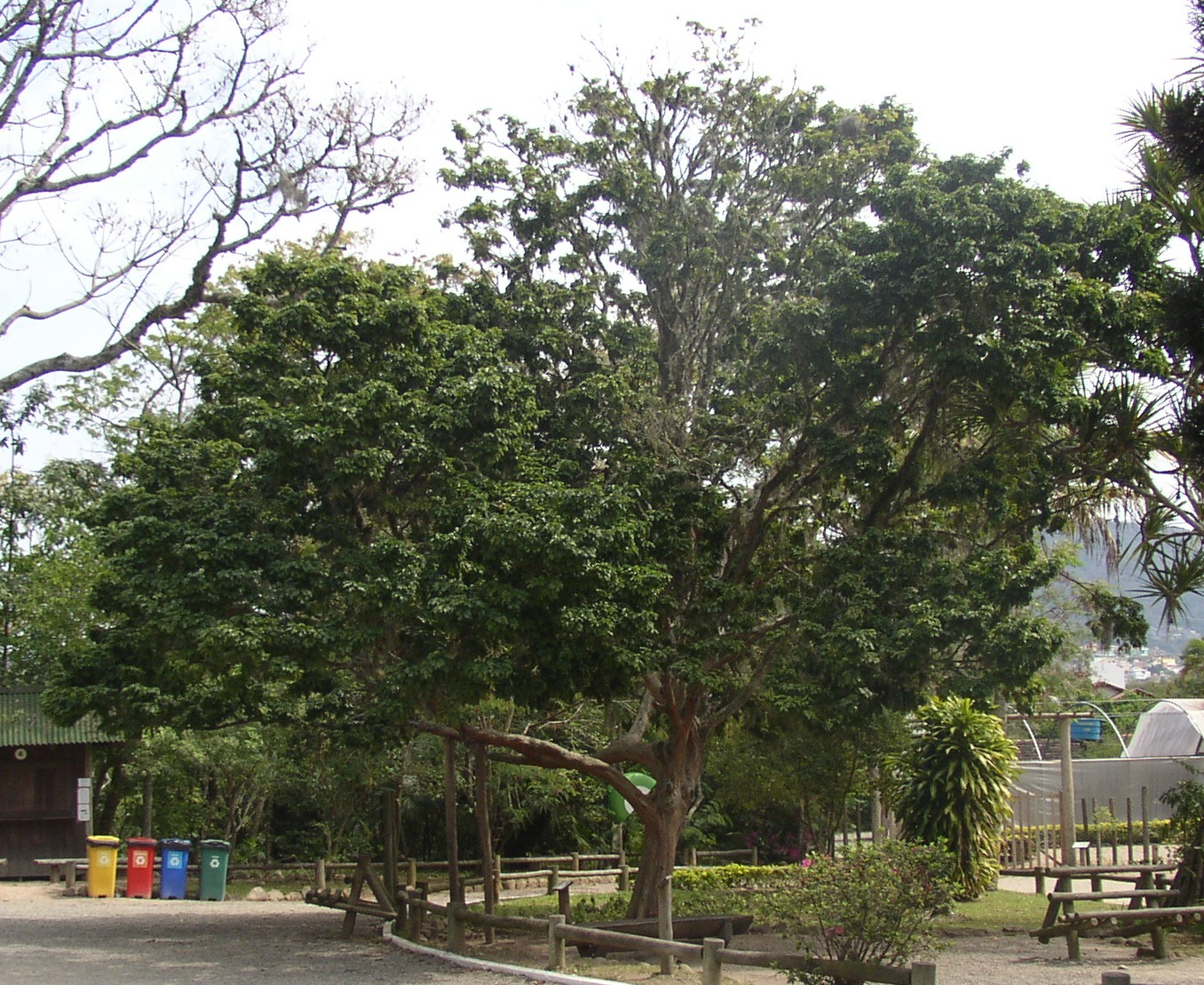
Paubrasilia echinata, Pau-brasil, árvore nacional
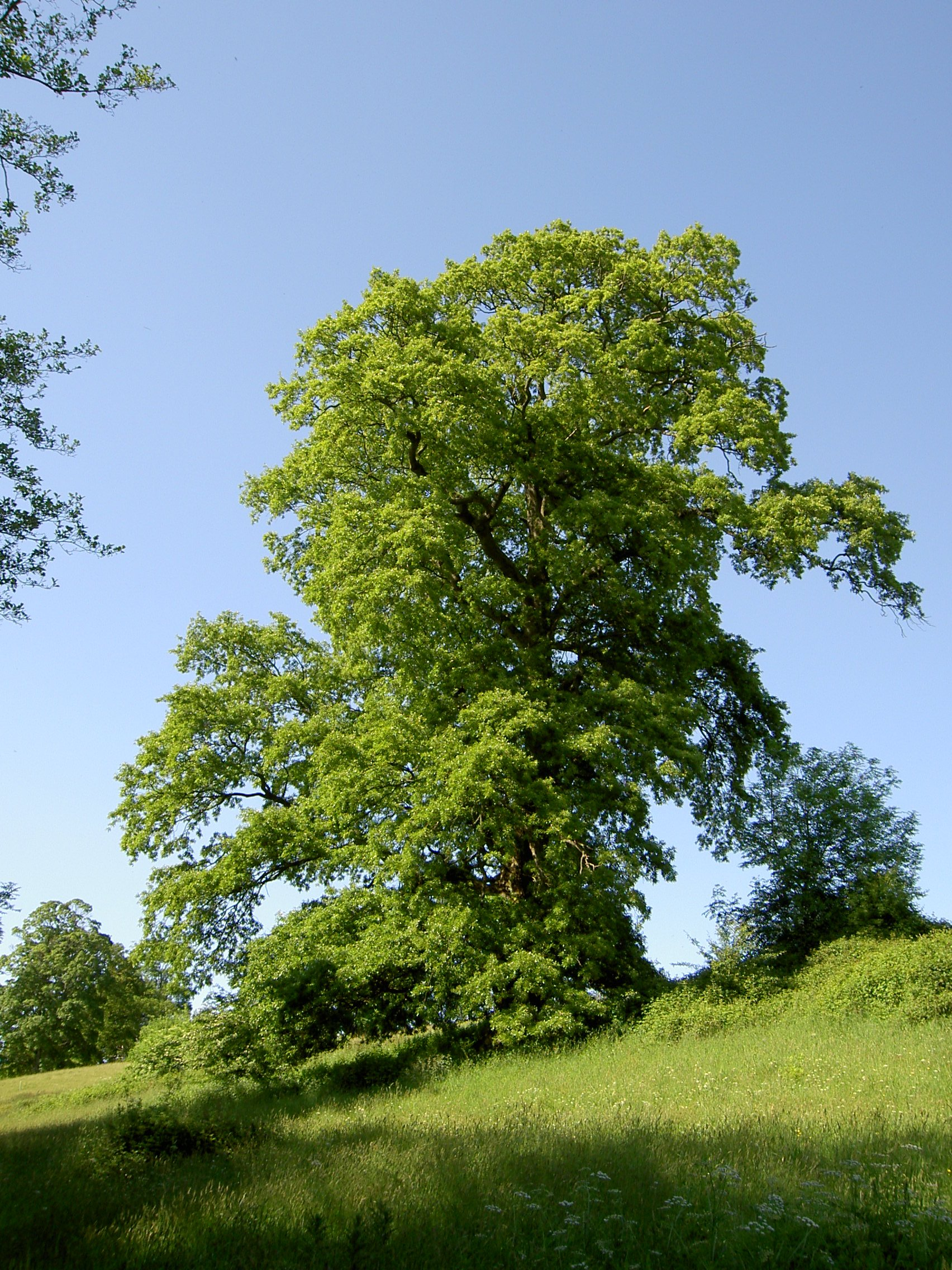
Carvalho
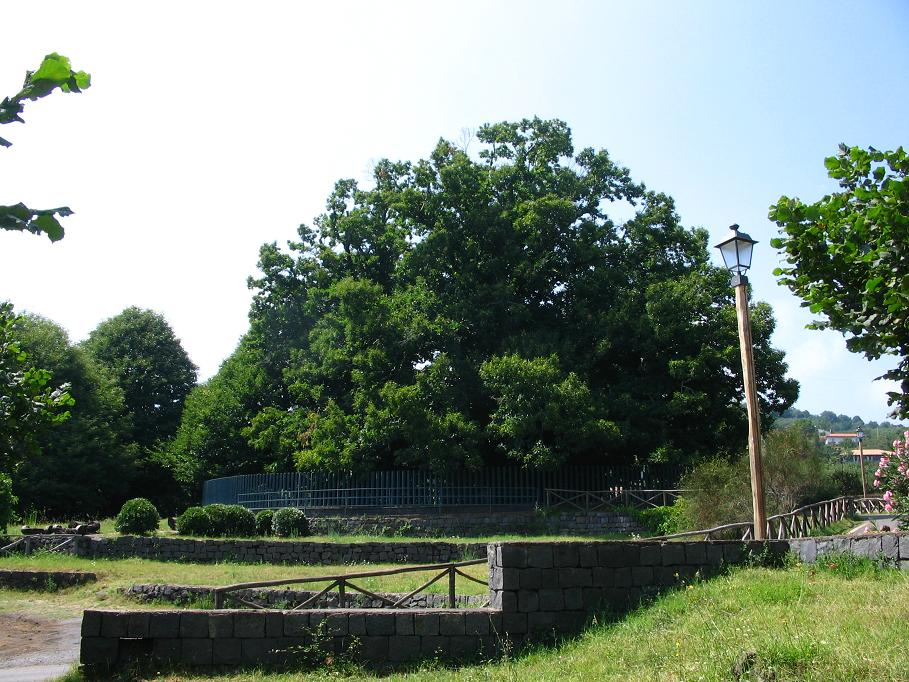
Castanheiro, Hundred Horse Chestnut
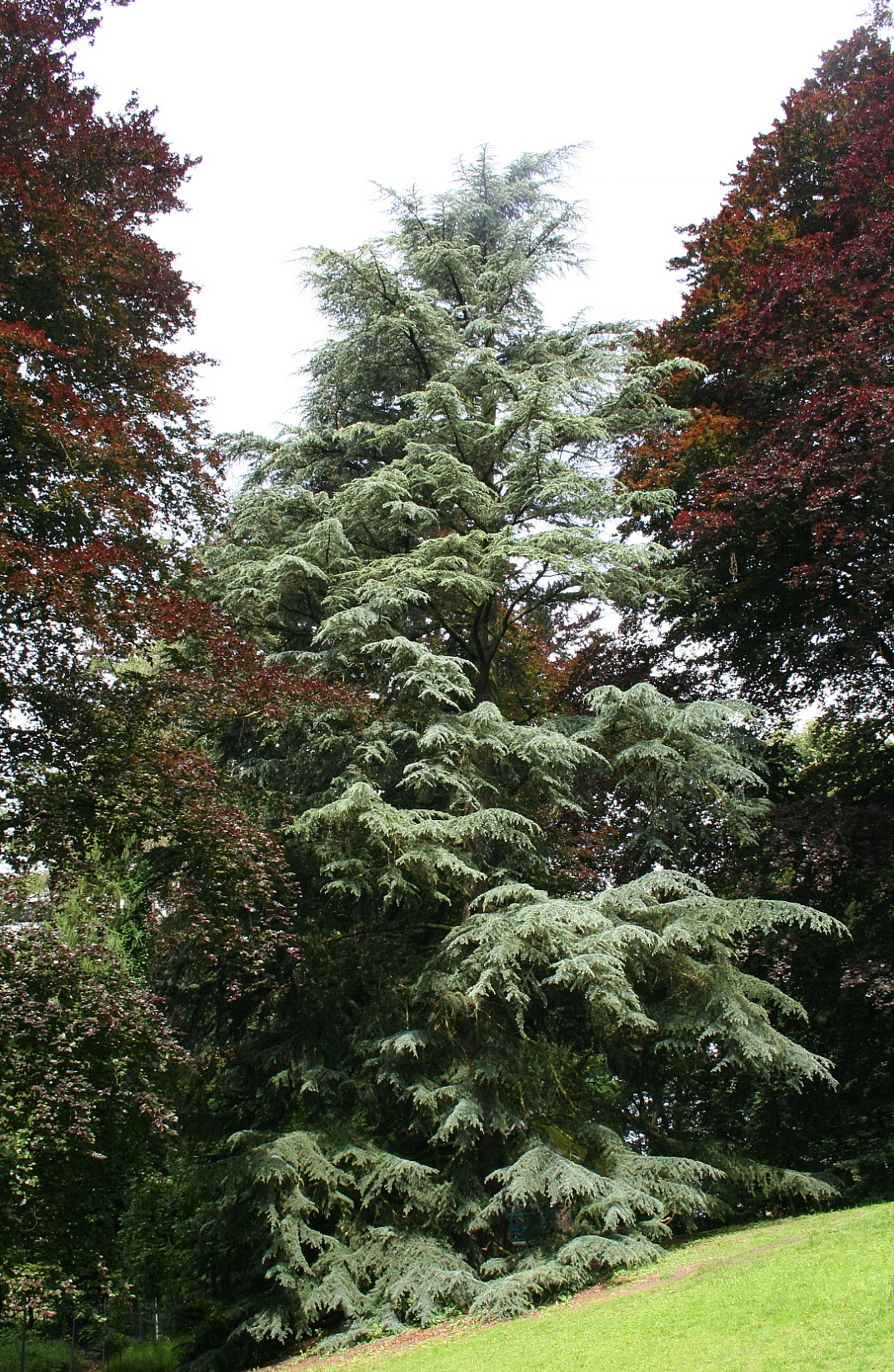
Cedro
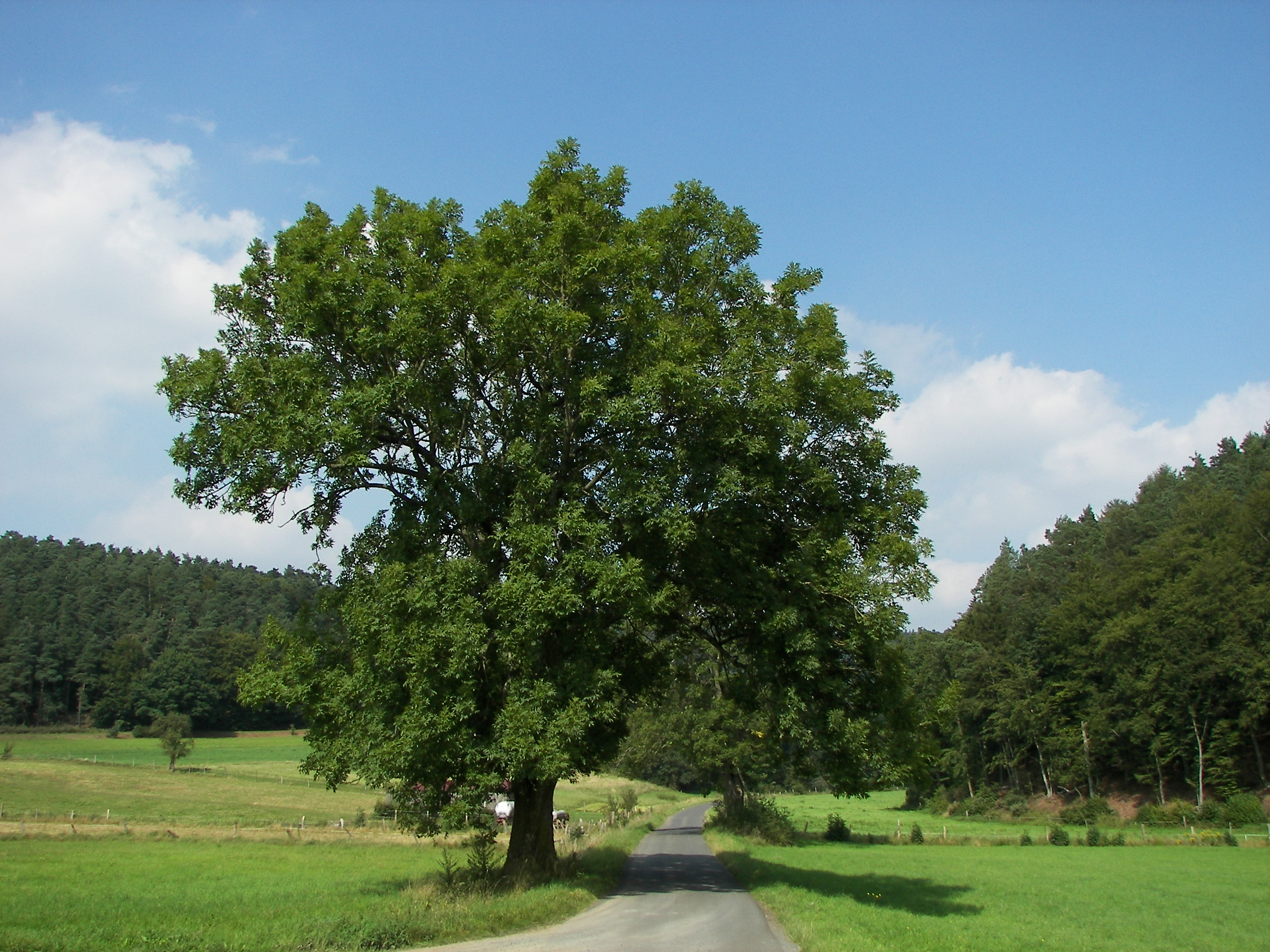
Freixo
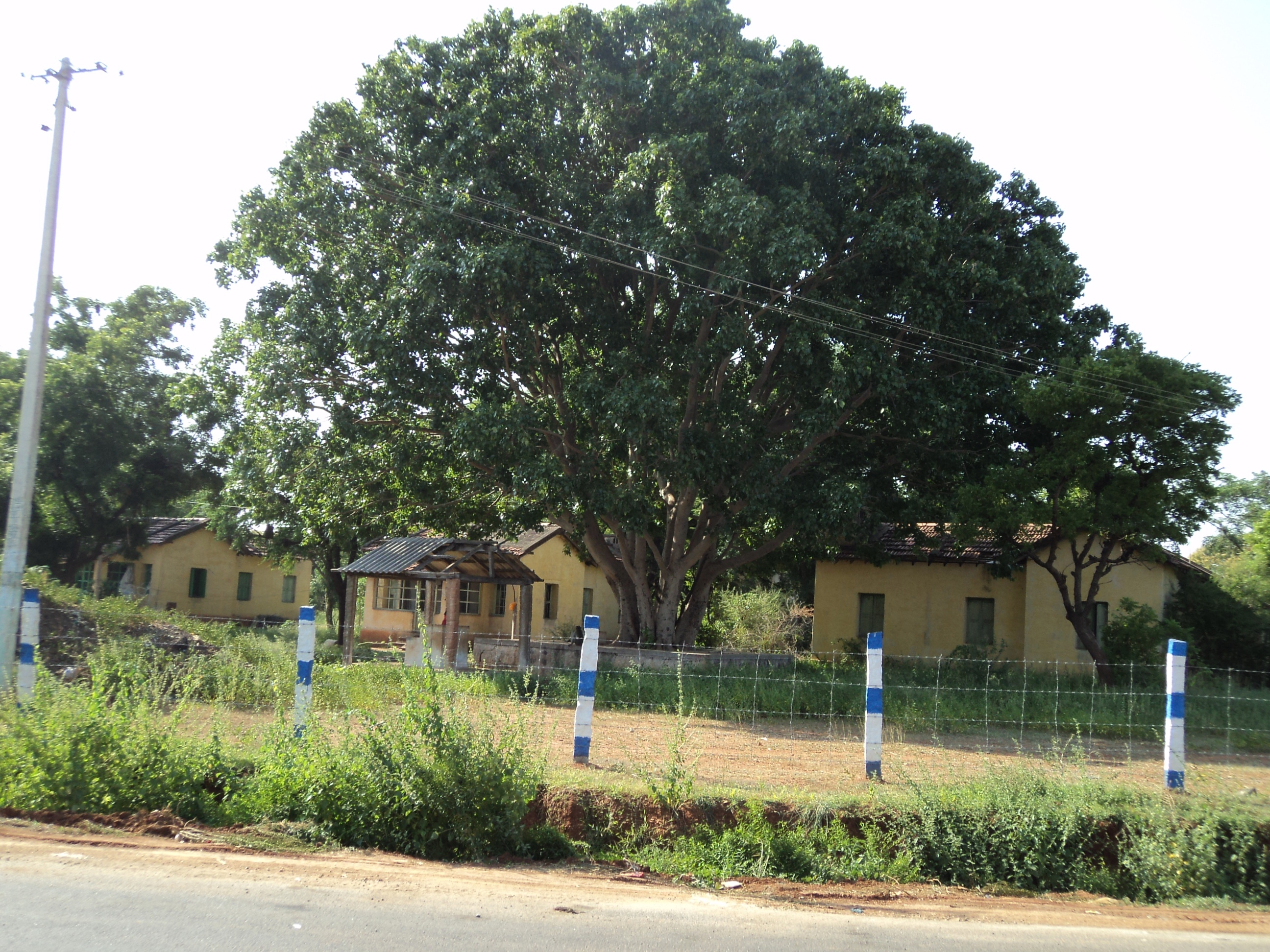
Ficus religiosa
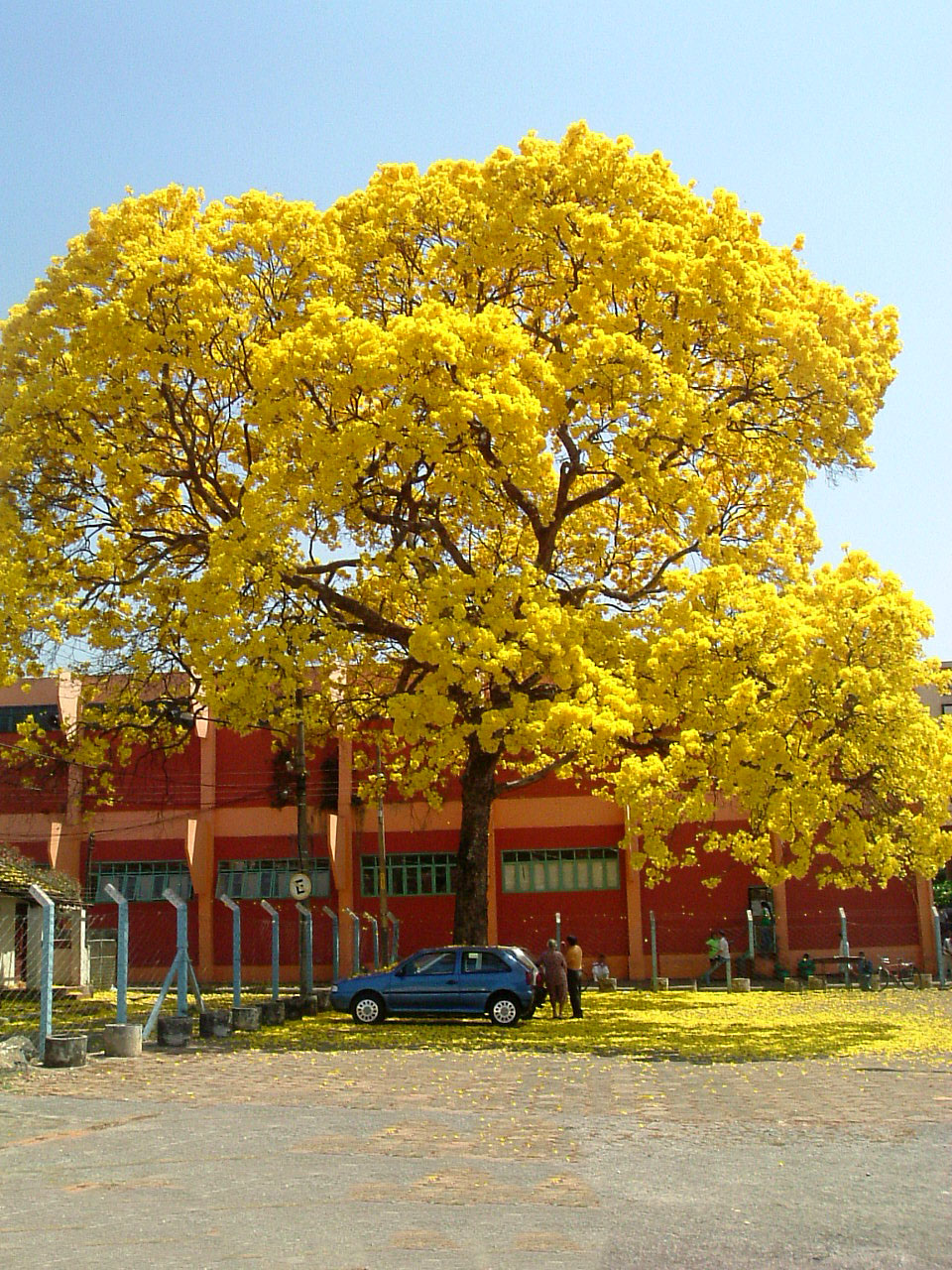
Ipê-amarelo, flor nacional brasileira
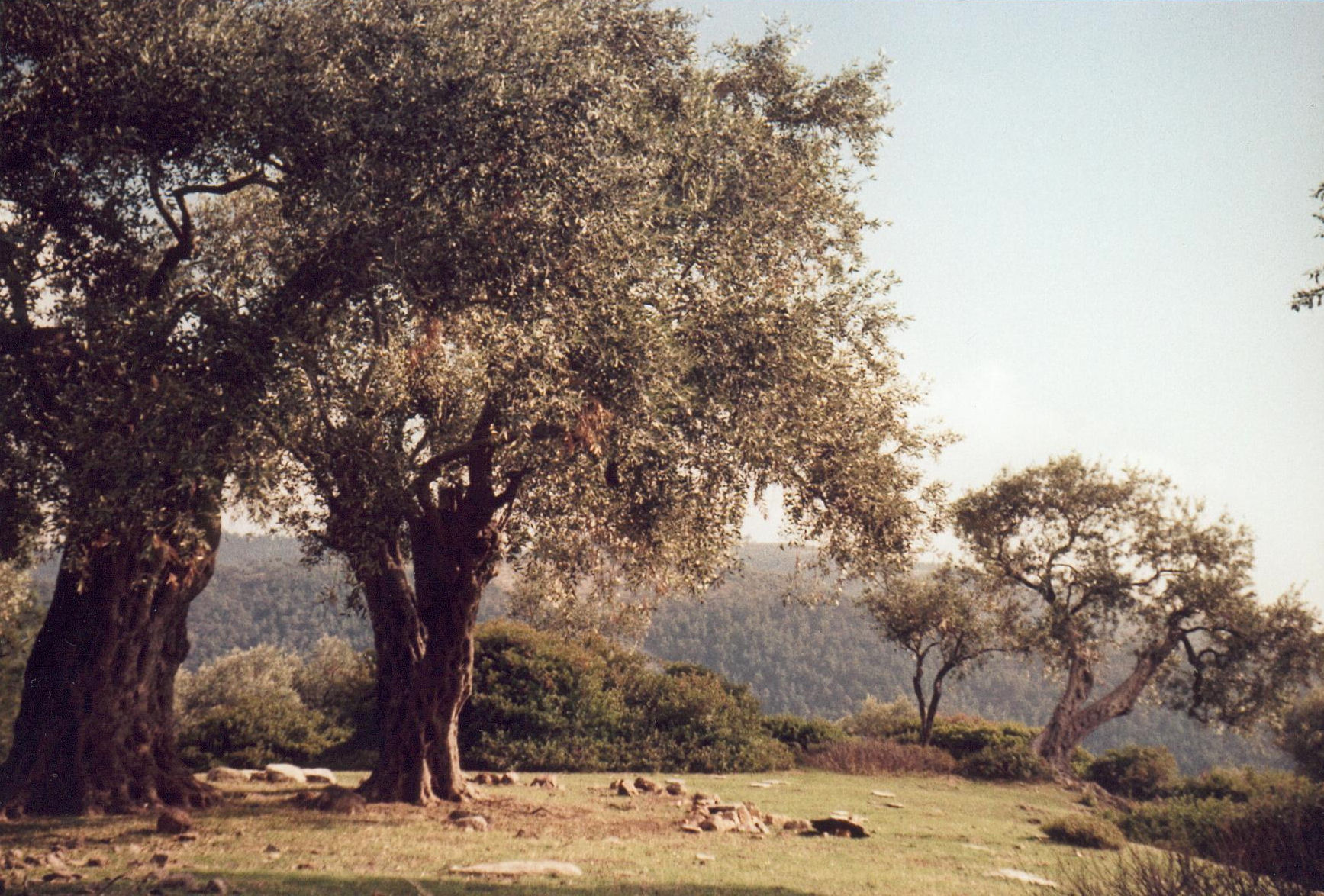
Oliveira